# Farooq Sattar
Pour les articles homonymes, voir Hussain.
Farooq Sattar (en ourdou : محمد فاروق ستار), né le 9 avril 1959 à Karachi, est un homme politique pakistanais. Il est un membre historique et influent du Mouvement Muttahida Qaumi, ayant été élu cinq fois député fédéral depuis 1988 et a également été maire de Karachi entre 1987 et 1992.
De 2016 à 2018, il dirige une faction dissidente du Mouvement Muttahida Qaumi, en conflit avec le leader historique du mouvement Altaf Hussain.

## Biographie

### Jeunesse et éducation
Farooq Sattar est né le 9 avril 1959 à Karachi. En 1986, il ressort diplômé de la Jinnah Sindh Medical University avec un Bachelors of Medicine and Surgery. Il est marié et a deux filles. 

### Carrière politique

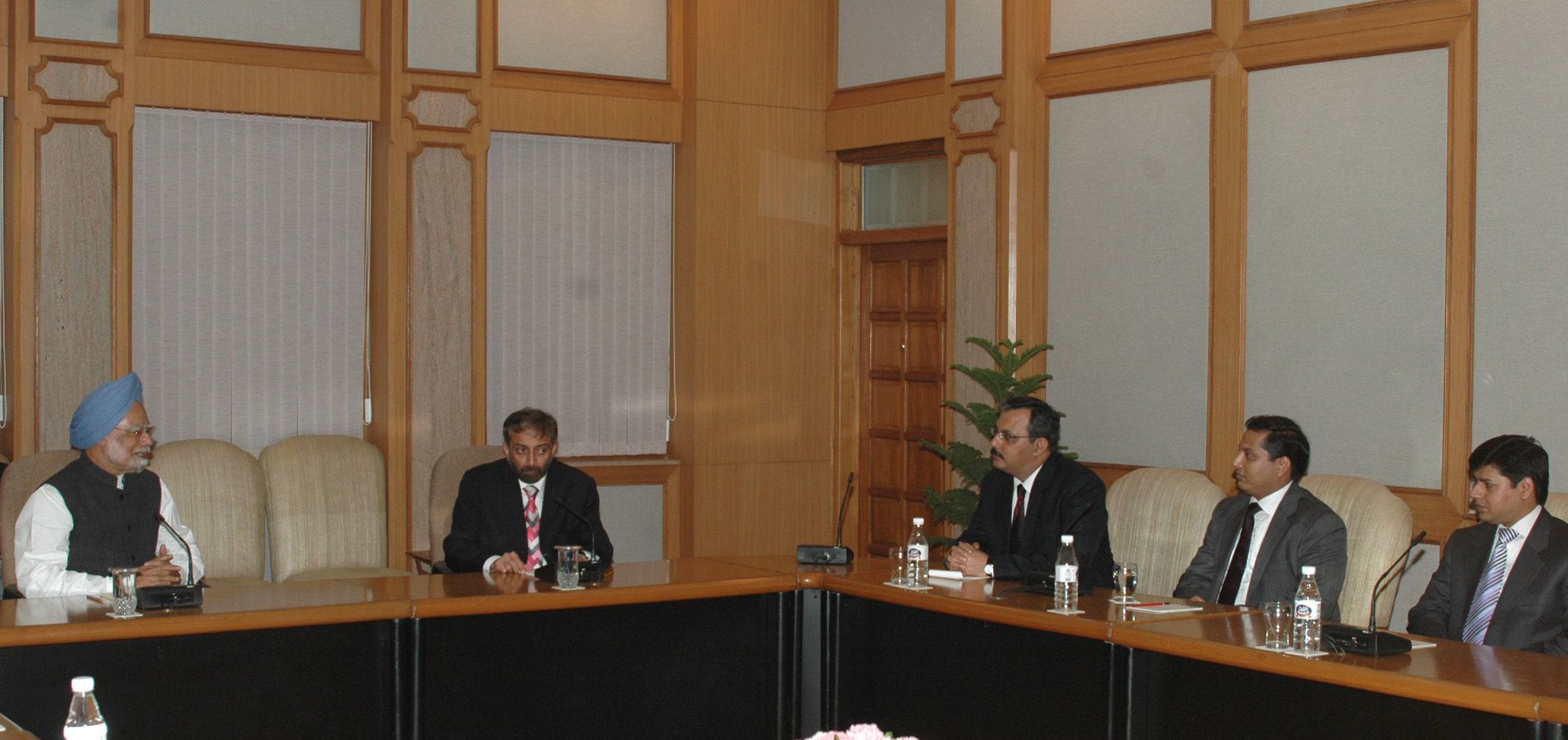
Farooq Sattar avec une délégation du MQM rencontrant le Premier ministre indien Manmohan Singh.

Farooq Sattar est membre depuis 1979 d'une association étudiante de Muhadjirs, la All Pakistan Muhajir Students Organisation, un précurseur de la Muttahida Qaumi Movement (MQM) fondé en 1984. Il devient rapidement un membre historique et influent du MQM. Il a en effet été élu cinq fois député fédéral, lors des élections législatives de 1988, 1990, 1997, 2008 et 2013, dans la onzième circonscription de Karachi. Il a également été maire de Karachi de 1987 à 1992,.
Largement empêtré dans les conflits communautaires récurrents au sein de la ville de Karachi, Farooq Sattar est accusé par les autorités d'avoir organisé des affrontements et prononcé des « appels à la haine » envers les autorités militaires. En 2016 et 2017, il est arrêté deux fois par les rangers mais rapidement relâché. C'est dans ce contexte de forte pression qu'il annonce le 23 août 2016 prendre la directement du Mouvement Muttahida Qaumi (ou plutôt, créer une faction dissidente dénommée MQM-Pakistan), dans le but d'expulser Altaf Hussain qui dirige le parti en exil à Londres depuis 1991. Il s'agirait ainsi précisément du but recherché par l'armée, qui voudrait expulser Hussain de la vile politique. Rapidement, cette nouvelle faction se divise à nouveau en deux groupes et les conflits à l'intérieur de la communauté muhadjire s'intensifient.
Lors des élections législatives de 2018, son parti subit un revers avec seulement six députés nationaux élus, pâtissant notamment de l'appel au boycott d'Altaf Hussain qui fait chuter la participation à Karachi à 40 % contre 55 % en 2013. Farooq Sattar lui-même échoue à se faire élire dans les deux circonscriptions dans lesquelles il s'est présenté avec seulement 21,6 % et 11,2 % des voix,,.